# La Possonnière (mansión)
La Possonnière (en francés: manoir de la Possonnière o maison natale de Ronsard) es una mansión y finca de Francia, famoso por sus jardines adyacentes (Jardin Renaissance du Château de la Possonnière o Jardins et roseraie du manoir de la Possonnière). Cuenta con un pabellón, jardín botánico-huerto y una rosaleda de una hectárea de superficie de propiedad pública, en la comuna de Couture-sur-Loir, región de Centro-Valle del Loira.
Ha sido objeto de una clasificación a título de Monumento histórico de Francia desde 1862 y de una inscripción desde 1993.
El edificio está situado en el interior del Valle del Loira inscrito como Patrimonio de la Humanidad de la UNESCO.

## Localización
La finca está situada a 2,5 km al sur de la localidad de Couture-sur-Loir, en la región natural del Valle del Loira.
Couture-sur-Loir  es una población y comuna francesa, en la región de Centro, departamento de Loir y Cher, en el distrito de Vendôme y cantón de Montoire-sur-le-Loir.
Jardins et roseraie du manoir de la Possonnière, Code Postal 41800 Couture-sur-Loir, Département de Loir-et-Cher, Région de Centre, France-Francia.

## Historia
En 1515 Luis de Ronsard (caballero al servicio del rey Luis XII de Francia, después al servicio de Francisco I de Francia) construyó este castillo que domina Couture-sur-Loir cerca de Vendôme con un corps de logis rectangular y con dependencias excavadas en las calizas con cocinas trogloditas con puertas decoradas con esculturas del Renacimiento italiano.
El poeta Pierre de Ronsard (1524-1585) nació en este castillo el 10 de septiembre de 1524. Era el sexto hijo de Luis de Ronsard y Jeanne Chaudrier. Vivió aquí los primeros doce años de su vida antes de convertirse en 1536, a la edad de 12, en paje del Delfín Carlos II de Orleans (el tercer hijo del rey Francisco I de Francia).
En el siglo XIX, se realizó en el castillo una fuerte restauración. 
En 2004 el rosalista André Eve crea los « jardins de la Possonnière » con una rosaleda de más de 200 variedades de rosas antiguas y modernas.
El "château" está clasificado monument historique desde 1862.

## Descripción
La mansión construida por el padre del poeta hacia 1515 incluye un edificio principal rectangular y dependencias excavados en la piedra caliza del lugar. 
Las cocinas excavadas en la piedra tienen puertas adornadas con esculturas renacentistas. 
La casa tiene, por su decoración, un gran interés. Incluye los primeros elementos que luego se utilizan en los castillos reales del Valle del Loira, mezclados con las decoraciones florales. 
El conjunto de edificios no ha llegado integralmente a nuestros días. Consistía en varios edificios agrupados alrededor de un patio: el edificio principal del cuerpo y una capilla. La capilla y el ala de unión a la ladera desaparecieron. Del edificio apoyado en la ladera permanecen sólo sótanos y parte de la escalera que sirve a las estancias.

## El parque y los jardines
Los jardines constan de 1 hectárea donde Pierre de Ronsard pasó su infancia en estos lugares, que le inspiraron más adelante para componer sus poemas. Los jardines de la Possonnière, creados a partir de 2003 nos llevan al descubrimiento de la rosa: 
- Rosas antiguas en el parterre creado por André Eve, asociadas con varias plantas perennes, porque para él son los mejores compañeros de las rosas. Crecen cientos de variedades, incluyendo hojas caducas o de color follaje perenne ayuda para garantizar cualquier tipo de decoración todo el año. Presentados en asociación con clematis, lirios, plantas perennes, fruta ornamental...[9]

- Rosas contemporáneas en los macizos una colección de rosas Meilland. Es un verdadero viaje poético en el mundo de las rosas.

- Huertos, con ejemplares antiguos e inusuales de verduras y de hierbas, armonizan con los múltiples colores de flores anuales.

El parque del palacio « à l'anglaise» está situado alrededor del palacio. Las características del parque incluyen árboles maduros, de tilos, robles, hayas, carpes.
En el sotobosque se pueden observar narcisos, ciclamenes o azafranes según las estaciones del año.
En el huerto hay árboles frutales, como albaricoques, níspero, cereza, ciruela, higo, y arbustos de bayas, tales como grosellas. 
Entre las plantas perennes se hallan aspérulas, Eryngium, Fritillarias, Artemisia absinthium, milenrama, aguileñas, iris, Silene coronaria.